# Лилчо Арсов
Лилчо Иванов Арсов е бивш български футболист, вратар, треньор на вратарите в ПФК Ботев (Пловдив). Легендарен вратар на Ботев Пловдив. Съсобственик с друга „жълто-черна“ легенда Тодор Зайцев на пловдивската футболна школа ФК Пловдив.
Роден е на 16 октомври 1972 г. в Пловдив. Започва да тренира футбол в Марица. Висок е 188 см и тежи 90 кг. Играл е за Борислав (Първомай), Чирпан, Ботев (Пловдив), Локомотив (Пловдив), Спартак (Пловдив) и Сокол (Марково). Бронзов медалист и финалист за купата на страната през 1995 г. с Ботев.
В началото на 2008 г. напуска „Ботев“ (Пловдив) заради изтекъл договор. 
Прекратява активна състезателна кариера на 1 юли 2009 година.

## Статистика по сезони
- ФК Борислав – 1991/92 - "A" ОФГ, 4 мача
- ФК Борислав – 1992/93 - В група, 28 мача
- Чирпан – 1993/94 - В група, 21 мача
- Ботев – 1994/95 - A група, 1 мач
- Ботев – 1995/96 - A група, 13 мача
- Ботев – 1996/97 - A група, 21 мача
- Ботев – 1997/98 - A група, 25 мача
- Локомотив (Пд) – 1998/99 - A група, 12 мача
- Спартак (Пд) – 1999/00 - В група, 27 мача
- Сокол – 2000/ес. - В група, 14 мача
- Спартак (Пд) – 2001/пр. - В група, 15 мача
- Сокол – 2001/ес. - В група, 12 мача
- Ботев – 2002/пр. - Б група, 11 мача
- Ботев – 2002/03 - A група, 24 мача
- Ботев – 2003/04 - A група, 26 мача
- Ботев – 2004/05 - Б група, 25 мача
- Ботев – 2005/06 - A група, 20 мача
- Ботев – 2006/07 - A група, 27 мача
- Ботев – 2007/08 - A група, 25 мача
- Родопа – 2008/ес. - Б група, 7 мача
- Ботев – 2009/пр. - A група, 5 мача
- Момино – 2010/11 - Б ОФГ, – мача
- Момино – 2011/12 - Б ОФГ, – мача